# (33699) Jessiegan
(33699) Jessiegan est un astéroïde de la ceinture principale.

## Description
(33699) Jessiegan est un astéroïde de la ceinture principale. Il fut découvert le 18 mai 1999 à Socorro (Nouveau-Mexique) par le projet LINEAR. Il présente une orbite caractérisée par un demi-grand axe de 2,79 UA, une excentricité de 0,02 et une inclinaison de 1,8° par rapport à l'écliptique.